# 芸能人ファミリー
芸能人ファミリー（げいのうじんファミリー）とは、本来の家族（ファミリー）の語義を拡大したもので、何らかの共通の条件を満たす芸能人のことをまとめて呼ぶときの俗称である。

## 概要
冠番組を多く持つなど有力な芸能人と共演機会の多いタレントや、その芸能人のおかげでブレイクしたと本人や周囲が認識しているタレント、特定のプロデューサーがプロデュースした（あるいは特定の作詞家・作曲家などが楽曲提供した）歌手などをまとめて、一族や一門といった意味合いで中心となる芸能人の名前を入れて、多くは「○○ファミリー」「○○軍団」などというように呼ばれる。この時、中心人物は周囲から「大将」「ボス」「殿」「先生」「師匠」などと呼ばれている例が多い。
なお、基本的に以下についてはこの形式で呼ばれることはない。
- 通常明確な定義やグループ名を持つ集団
- 石原軍団などを除き、同一の芸能事務所または音楽レーベル・映画レーベルに所属する者同士

## 著名な芸能人ファミリー
著名な芸能人ファミリーとして、以下のようなものがある（現在は消滅したものを含む）。
- 欽ちゃんファミリー
- 小室ファミリー（TRF、華原朋美、globe、篠原涼子、観月ありさ、鈴木亜美など）
- 志村ファミリー
- アッコファミリー（和田アキ子ファミリー）
- つんくファミリー
  - ハロー!プロジェクト（モーニング娘。、松浦亜弥、Berryz工房、℃-uteなど）
- たけし軍団
- 竜兵会
- ダウンタウンファミリー（ダウンタウン、今田耕司、東野幸治、篠原涼子、YOU、130R、木村祐一）
- 石原軍団（石原裕次郎、渡哲也、舘ひろし、神田正輝、石原良純、徳重聡など）
- 橋田ファミリー
- 北島ファミリー
- 銀蝿一家（横浜銀蝿、紅麗威甦、嶋大輔（2013年5月に引退を表明）、岩井小百合）
- 秋元ファミリー
  - AKB48グループ（AKB48、SKE48、NMB48、HKT48、NGT48、STU48など）
  - 坂道シリーズ（乃木坂46、櫻坂46、吉本坂46、日向坂46）
- 兄貴会 櫻井翔を慕うジャニーズ後輩たちの会。上田竜也、増田貴久など

## 番組出演者の総称
以下のように、特定の番組の出演者の総称として使われる場合もある。
- めざましファミリー（番組の総称として使われることもある）
- サンジャポファミリー
- ヘキサゴンファミリー
- 渡鬼（わたおに）ファミリー - 上記の橋田ファミリーを『渡る世間は鬼ばかり』の出演者を中心に見たときに使われる。
- いいともファミリー（『笑っていいとも!』の歴代レギュラーメンバー）
- めちゃイケファミリー（『めちゃ×2イケてるッ!』のレギュラーメンバー）
- 内Pファミリー（内P軍団） - 『内村プロデュース』のレギュラー・準レギュラーメンバー（ふかわりょう、さまぁ〜ず、TIM）
- 2010年2月6日に関西テレビで放送された『たかじん胸いっぱい』では、下記を「その他の有力派閥」として紹介している。
  - アッコファミリー、さんま会、紳助ファミリー、ダウンタウン松本ファミリーを「芸能界十大派閥」、今田道場（今田耕司）、矢部会（矢部浩之）、内村組（内村光良）、Jリーグ（千原ジュニア）、宮迫軍団（宮迫博之）、淳一家（ロンドンブーツ1号2号・田村淳）、しゃくれ会（くりぃむしちゅー・有田哲平）、竜兵会（上島竜兵）
- 『雨上がり決死隊のトーク番組アメトーーク!』の企画「○○ファミリー」では、下記のように各出演者をファミリーとして扱っている（前述「著名な芸能人ファミリー」との重複あり）。
  - 雨上がりファミリー（雨上がり決死隊（宮迫博之、蛍原徹））、竜兵会、たけし軍団、内P軍団（内村プロデュース）、軍団山本（山本圭一（極楽とんぼ））、女芸人会（オアシズ（光浦靖子、大久保佳代子）ら）、バッファロー軍団（バッファロー吾郎（木村明浩、竹若元博））、笑い飯と周辺の人たち（笑い飯（西田幸治、哲夫））、TKF（たむらけんじ）、出川ファミリー（出川哲朗）、村上ショージファミリー（村上ショージ）、四季の会（関根勤、清水ミチコ、YOU、藤井隆ら）、つんく♂ファミリー、マチャミ・ファミリー（久本雅美）

## 実際の家族である芸能人ファミリー
芸能界で活躍する人物が多く含まれる一家の名称として使われる場合がある。
- 大和田ファミリー
- マキノ家
- 高島ファミリー（高島忠夫、寿美花代、髙嶋政宏、高嶋政伸、高嶋ちさ子など）